# Balázs Szabó
Balázs Szabó (* 1985 in Miskolc, Ungarn) ist ein ungarischer Organist, Musikwissenschaftler und Orgelsachverständiger.

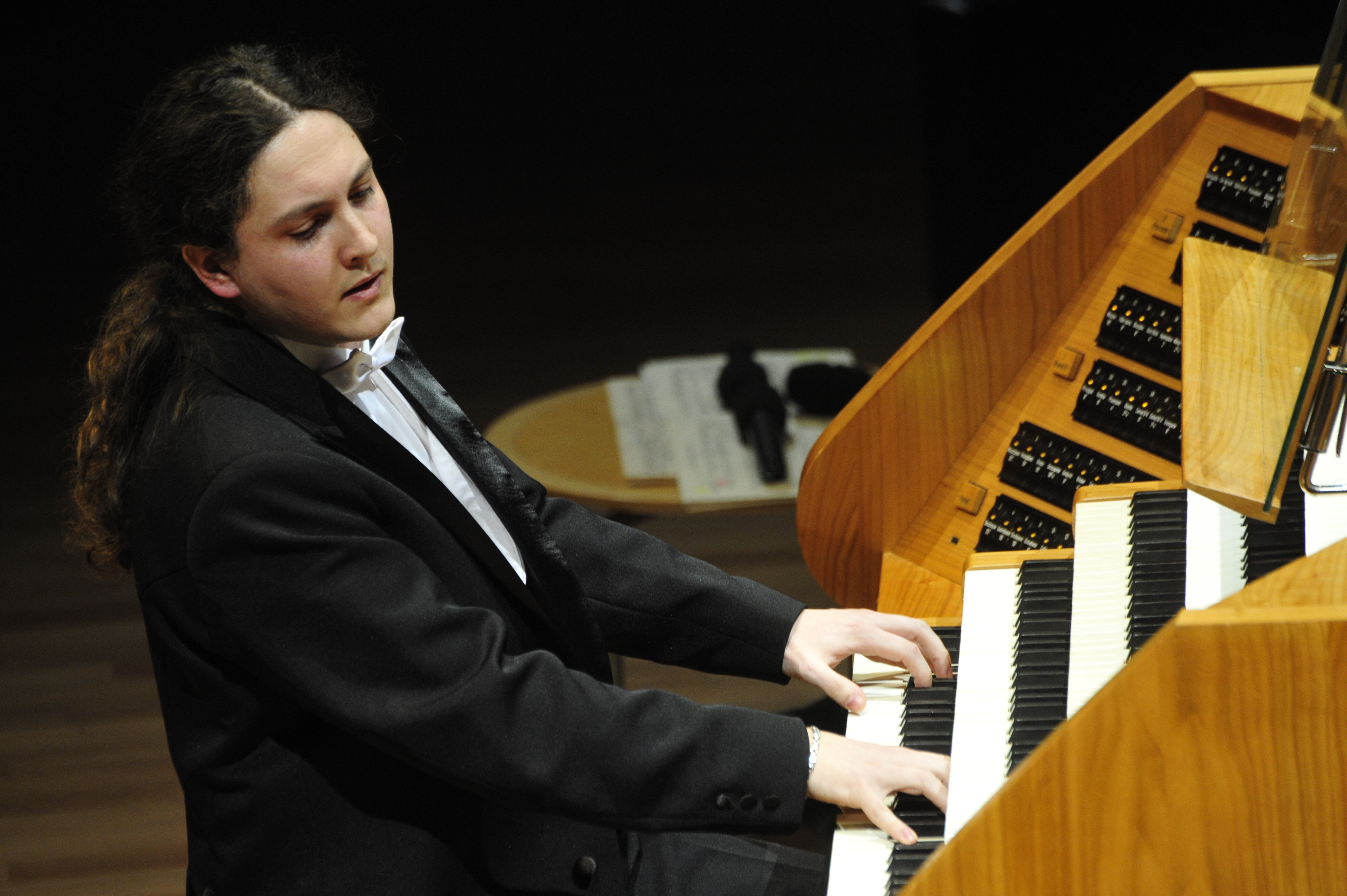
Balázs Szabó

## Leben
Szabó begann seine musikalische Ausbildung mit 15 Jahren in seiner Heimatstadt. Ab 2003 studierte er Orgel an der von Ferenc Liszt gegründeten Franz-Liszt-Musikakademie in Budapest, anschließend in Würzburg, Trossingen und Rom. Während seiner Studienzeit erhielt er neben Meisterkursen künstlerische Impulse von Christoph Bossert, in dessen Klasse er 2010 die Meisterklasse für Orgel abgeschlossen hat. Parallel zur Meisterklasse absolvierte er den unter der Schirmherrschaft des Vatikans stehenden internationalen Masterstudiengang »OrganExpert«. Als Orgelsachverständiger ist er europaweit tätig, sein Schwerpunkt liegt in der Restaurierung, Rekonstruktion der Orgeln des 19. und frühen 20. Jahrhunderts. 2015 promovierte er als Musikwissenschaftler über Max Regers Orgelschaffen an der Universiteit Utrecht (NL) bei A. A. Clement.
Durch Selbststudium erlernte er die Restaurierung von Kunstharmonien und konzertiert europaweit als Harmonist auf von ihm restaurierten Instrumenten aus seiner Instrumentensammlung. Seit 2011 unterrichtet er an der Ferenc Liszt Musikuniversität in Budapest, wo er u. a. die neu organisierte Organologie-Ausbildung leitet. Seit 2013 unterrichtet er auch eine Orgelklasse am Béla-Bartók-Konservatorium Budapest. 2024 ging er der Berufung zum Universitätsprofessor an der Universität für Musik und Darstellende Kunst Wien nach, am 1. März 2024 trat er die Nachfolge von Martin Haselböck an.
Als Tasteninstrumenten-Spezialist ist er neben seiner Organistenkarriere als Konzertpianist und -cembalist tätig. Als einer der wenigen Harmonisten beherrscht er das Spiel der Mustelschen Kunstharmonien.

## Preise und Auszeichnungen
Balázs Szabó gewann mehrere internationale Orgelwettbewerbe, darunter:
- Premier Prix in St-Maurice (2007)
- Grand Prix und Prix Spécial in Biarritz (2009)
- 1. Preis bei der 60. Internationalen Orgelwoche Nürnberg - ION Musica Sacra (2011)
- Second Prix d'Interpretation bei der 24. Grand Prix de Chartres in Paris (2014)

Für seine künstlerische Tätigkeit wurde er ausgezeichnet, darunter:
- Mann des Jahres (2008, Ungarn)
- Niveaupreis der Stadt Miskolc (2010)
- Junior Prima Award (2010).
- Musen Preis (2015)

## Diskografie
- Max Reger: „per aspera ad astra“ Die 7 Choralfantasien 2016, 2 SACD, aufgenommen an historischen Originalinstrumenten der Reger-Zeit (MDG 920 1945-6)[2]

## Publikationen
- Zur Orgelmusik Max Regers. In: Studien zur Orgelmusik Band 5, hrsg. von M. Heinemann, Dr. J. Butz Verlag(Bonn 2016) ISBN 978-3-928412-19-3[3]
- Länderbericht Ungarn. In: Bernhard Billeter/Markus T. Funck/Michael G. Kaufmann (Hrsg.): Orgel/Orgue/Organo/Organ/2011, Dokumentation|Länderberichte-Dokumentation|Country reports, ISBN 978-3-9809232-7-9, Verlag Organum Buch, DE-74613, Öhringen 2014, 218–220.
- Egy ideális orgona Budapesten. In: Magyar Egyházzene XVIII (2010/2011) 71–83.